# Bezerédj Pál
Bezerédj Pál, bezerédi (Sopron, 1840. március 17. –  Hidjapuszta (Szedres mellett), 1918. január 21.), mezőgazdász, a magyar selyemhernyó-tenyésztés és selyemgyártás mentora.

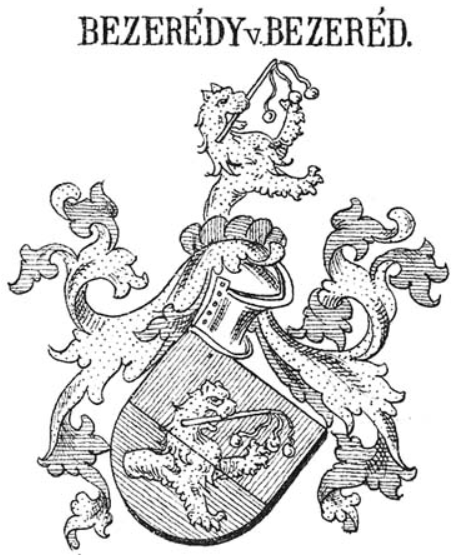
A Bezerédj család címere

## Családja, neveltetése
Az előkelő dunántúli köznemesi bezerédi Bezerédj család sarja. Apja, id. Bezerédj Pál, Sopron vármegye főjegyzője, édesanyja, Murray Everilda grófnő volt. Az anyai nagyszülei Murray Melgum gróf, osztrák altábornagy és Esterházy Alméria grófnő voltak. Apjának bátyja volt az a Bezerédj István, aki jobbágyait már 1848 előtt felszabadította és nemes ember létére önként adót fizetett. Iskoláit Sopronban kezdte, majd a bécsi Theresianumban folytatta. Mezőgazdász oklevelet a bajorországi Weihenstefan gazdasági felsőbb tanintézetben szerzett. Gazdasági gyakorlatát két évig Károlyi Lajos gróf tótmegyeri, majd nagybátyja szedresi (Hidjapuszta, Tolna vármegye) birtokán végezte. Itt figyelt fel a selyemhernyó-tenyésztésre, s részben ennek tanulmányozására is külföldi utakat tett. Hat évig Párizsban lakott, s megfigyelte a francia selyemtenyésztést és selyemipart. Anglia, Franciaország, Németország, Olaszország és Oroszország gazdaságaiban is tett tanulmányutakat. Olaszországban meglátogatta az idős Kossuth Lajost is turini otthonában, aki a következő tanácsot adta neki: „Politizálni túl sokan politizálnak Magyarországon, csinálj inkább industriát, ezzel többet használsz a hazának”.

## A selyemhernyó-tenyésztés újjászervezése
Eperfamagot és csemetéket vásárolt külföldön, így be tudta indítani az itthoni szederfatenyésztést az egész országban. 
1851-ben egy felmérés szerint: „összesen 2.375.100 db eperfát találtak a még használható epreskertekben vagy dűlők, utak mellé kiültetve. Az újabb adatokkal együtt kb. 2.440.000 db-ra becsülhető az ország teljes eperfaállománya.”  1879-ben, miután hazatért, részt vett a Székesfehérváron megrendezett II. országos gazdakongresszuson. Az ott szervezett kiállításon hidjai nyersselymet és selyemkelméket mutatott be, élőben látható volt a gombolyítás munkafázisa, s tájékoztató füzetet is osztogatott. Kemény Gábor földművelésügyi miniszter figyelme ráterelődött, s felkérte a magyar selyemhernyó-tenyésztés állapotának felmérésére, s terveinek leírására. A miniszter döntése értelmében Bezerédj Pál, mint a „hazai selyemhernyó-tenyésztés emelésére kiküldött miniszteri megbízott” 1880-tól az ország egész területén szervezhette a tenyésztést. Kezdeményezésére 1898-ban elkezdték a Tolnai Selyemfonógyár építését. Magyarország gubótermelését 2,5 ezer kg-ról évi 2 millió kg-ra emelte. Így 1905-ben a történelmi Magyarország selyemhernyótenyésztése Olasz-és Franciaország után a 3. helyet foglalta el Európában.

## Intézményi alapok megteremtése
Bezerédj Pál, miután 1880. március 2-án átvette az Országos Selyemtenyésztési Felügyelőség igazgatását Szekszárdon, munkáját azzal kezdte, hogy végiglátogatta azon községeket, ahol előzőleg selyemhernyó-tenyésztés folyt. Hogy visszanyerje a tenyésztők bizalmát, még a fel nem használható gubókat is a sajátjából teljes árban felvásárolta. Az eperfaállomány szaporítására facsemetéket osztatott, az Isonzó melletti Görzben működött Selyemtermelési Kísérleti Állomásra főként tanítókat küldött ki a selyemtermelési tanfolyamokra. Szekszárdon bevezette az ún. rekesz-petéztetést, mely során a petéző pillepárok mikroszkópos vizsgálatával ki tudták szűrni a szemcsekórral fertőzötteket. Működése eredménye volt az 1885. évi XXV. törvénycikk, mely a selyempeték előállítását, forgalmát, a selyemgubók termelését állami feladattá minősítette, a hazai selyemtermelés egész üzemi szervezete állami volt, de a tenyésztők egyénileg termelték a selyemgubókat. Gubóbeváltók egész hálózatát építtette ki. Ugyancsak része volt az 1894. évi XII. törvénycikk eperfaültetési részének megalkotásában. Selyemfonodák alapítását és bővítését kezdte meg: Pancsova, Tolna, Győr, Újvidék, Komárom, Törökkanizsa, Mohács, Békéscsaba és Lugos telephelyekkel. A lakóhelyüktől távolabb dolgozó selyemgyári munkásnők részére otthonokat állított fel 1910-ben Tolnán, 1911-ben Győrött, 1913-ban Komáromban, 1914-ben Újvidéken és Lugoson. A szép színű, fényű, kiváló szálerősségű és rugalmasságú magyar fonott selyemkészítményeket 1890-ben Bécsben, 1894-ben Lyonban, 1900-ban Párizsban, 1904-ben Saint Louis-ban és 1906-ban Milánóban Grand Prix-vel jutalmazták. Működésével elérte, hogy a selyemtermelésnek az ország gazdasági életében is súlya legyen, az évi gubótermést 25 év alatt 2500 kg-ról 2 millió kg-ra emelte. Azonban a trianoni békeszerződés döntései után a magyar selyemipari létesítmények nagy része az ország határain kívülre került.

## Ismeretterjesztés
Mint a hazai selymészet mentora, a selyemhernyó-tenyésztés érdekében hatalmas propagandát fejtett ki. Szerte az országban évenként sok ezernyi, a hazai nemzetiségi nyelvek mindegyikén megírt és jó ábrákkal ellátott útmutatót és naptárt adott ki és osztatott szét. A községekben, számos iskolában és tanítóképzőben erre a célra kiképzett szakértők a selyemhernyó-tenyésztési és eperfa-nevelési ismeretekről tartottak előadásokat vetített képek bemutatásával. Évente díjakat osztatott ki a legeredményesebb gubótermelőknek.

## Puritánsága
A Magyar Tudományos Akadémia Bezerédj Pált működése kiemelkedő gazdasági jelentőségének elismeréséül 1900-ban a Wahrmann-díj aranyérmével tüntette ki, de ő a díj pénzértékét az Akadémiának köszönettel visszaadta. 1900-ban a király 20 évi önzetlen és közhasznú működéséért legfelsőbb elismerésben részesítette. Összeköttetéseit arra vette igénybe, hogy ne kapjon kitüntetéseket. 1903-ban a király a főrendiház élethossziglani tagjává nevezte ki. Jellemző puritánságára, hogy anyai ági orosz örökségét is a magyar selyemhernyó-tenyésztés fejlesztésére fordította.

## Művei
- Jelentés a selyemtenyésztés emelése céljából folyamatosított intézkedésekről (1-2. füzet), Budapest, 1880-82
- Magyarország selyemtenyésztése 1890-ben. Budapest, 1891.
- Néhány szó Magyarország selyemtenyésztéséről és selyemiparáról, különös tekintettel a Földművelésügyi m. kir. Ministerium felügyelőségének szervezetére. Szegzárd, 1896. 44 lap
- Néhány szó a községi faiskolákról és befásításról, tekintettel selyemtenyésztésünk érdekeire… Budapest, 1897. 14 lap
- Selyemtenyésztés. Budapest, 1897. 493-512. lap (Klny. Magyarország közgazdasági állapotairól)
- Szederfatenyésztésünk fejlődése 1880-1901-ig. Szegzárd, 1901. 30 lap
- A selyembogarak veszedelme, Szekszárd, 1900
- Cikkei jelentek meg a Magyar Ipar, a Köztelek és a Nemzet c. lapokban.